# Palmeiras de Goiás (kommun)
Palmeiras de Goiás är en kommun i Brasilien.   Den ligger i delstaten Goiás, i den centrala delen av landet, 240 km sydväst om huvudstaden Brasília. Antalet invånare är 23 333.
Följande samhällen finns i Palmeiras de Goiás:
- Palmeiras de Goiás

Omgivningarna runt Palmeiras de Goiás är huvudsakligen savann. Runt Palmeiras de Goiás är det glesbefolkat, med 12 invånare per kvadratkilometer.